# Chutney de mango

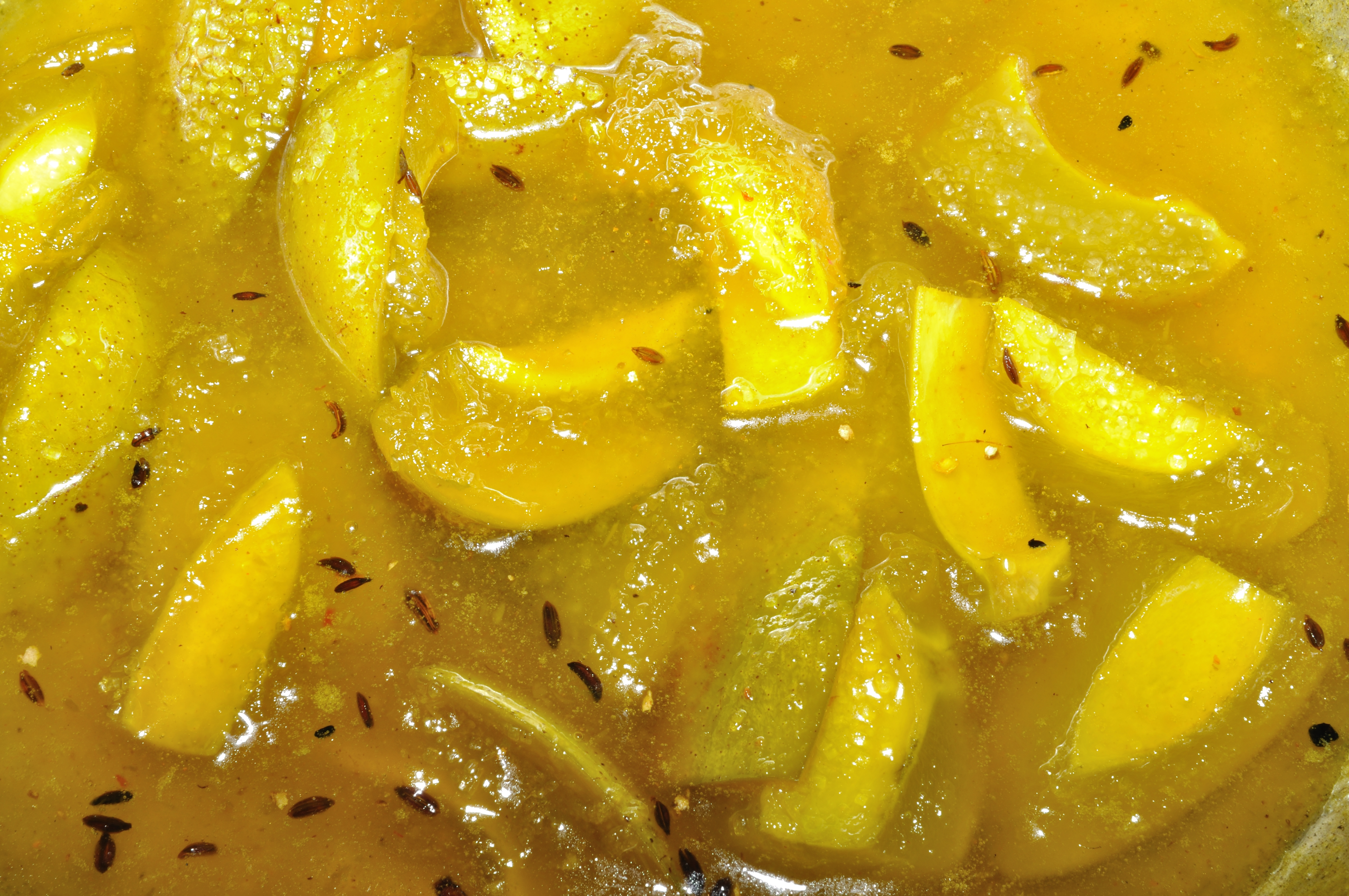
Chutney de mango

Chutney de mango, también conocido como chutney de mango verde, es un chutney indio preparado a partir de mangos verdes e inmaduros. Los mangos maduros son dulces y se comen crudos, por lo que no se usan para hacer chutneys. En cambio, los mangos verdes inmaduros son duros y agrios, y se suelen consumir previamente cocinados. Existen numerosos tipos de chutneys de mango, muchos de ellos con características típicas según la región. La mayoría de ellos tienen un sabor fuerte y picante. 

## Preparación
Los ingredientes principales del chutney de mango verde son los mangos crudos cortados en cubos y una mezcla de semillas de comino, semillas de hinojo, semillas de fenogreco y semillas de mostaza. Aunque existen multitud de recetas, en la mayor parte de ella los mangos se pelan y se espolvorean con sal y cúrcuma, y más tarde se fríen en aceite junto con especias. Se agrega agua y se calienta hasta que el mango se queda blando y se genera una salsa más o menos espesa.